# Nicolae Boșcaiu
Nicolae Boșcaiu (n. 23 iulie 1925, Caransebeș, Caraș-Severin, România – d. 22 octombrie 2008, Cluj-Napoca, România) a fost un biolog român, membru titular al Academiei Române.
Născut în anul 1925, acad. Nicolae Boșcaiu  a absolvit cursurile Secției de științe naturale a Facultății de Științe de la Universitatea din Cluj-Napoca, devenind, în 1971, doctor în biologie.
De-a lungul anilor, a ocupat diferite funcții: muzeograf principal la muzeul din Lugoj, cercetător științific și mai târziu președinte la Subcomisia Monumentelor Naturii din cadrul Filialei Cluj-Napoca, cercetător la Centrul de Cercetări Biologice la Filiala Cluj-Napoca a Academiei Române, bibliotecar principal la Filiala din Cluj a Bibliotecii Academiei Române, redactor șef la Revista română de biologie. Seria Botanica. Din 1990 a devenit secretar științific al Filialei din Cluj-Napoca a Academiei Române.
În bogata sa activitate de cercetare științifică, s-a orientat spre mai multe direcții cum sunt: taxonomie, floristică și fitosociologie, fitogeografie, istoria botanicii ș.a., abordând unele direcții inedite. În domeniul ocrotirii naturii, s-a preocupat îndeosebi de protecția genofondului și a asociațiilor vegetale reușind să înființeze noi rezervații naturale în diferite județe din Transilvania. Dintre cele peste 270 de lucrări publicate singur sau în colaborare, în țară și paste hotare amintim: Flora și vegetația munților Țarcu, Godeanu și Cernei, distinsă cu premiul „Emanoil Teodorescu” al Academiei Române, Biogeografie în perspectivă genetică și istorică (în colab.), Biogeographie. Fauna und Flora der Erde und ihre Geschtliche ntwicklung (în colab.), la care se adaugă și îngrijirea unor volume editate de Filiala Cluj-Napoca.
A fost ales membru corespondent al Academiei Române în 1990 și, titular în anul 1991. A fost membru al Asociației Internaționale de Fitosociologie, președinte al Asociației Române de Fitosociologie.
S-a stins din viață pe data de 22 octombrie 2008.